# Carlo Romanelli
Carlo Romanelli (1872-1947) est un sculpteur italien, le fils du sculpteur Raffaello Romanelli et le petit-fils du sculpteur Pasquale Romanelli, fondateur de la famille d'artistes italiens des Romanelli.

## Biographie
Son frère Romano fut également un sculpteur réputé.

## Œuvres
- Franklin D. Roosevelt
- Cow-boy à cheval